# تاریخ برده‌داری در جهان اسلام

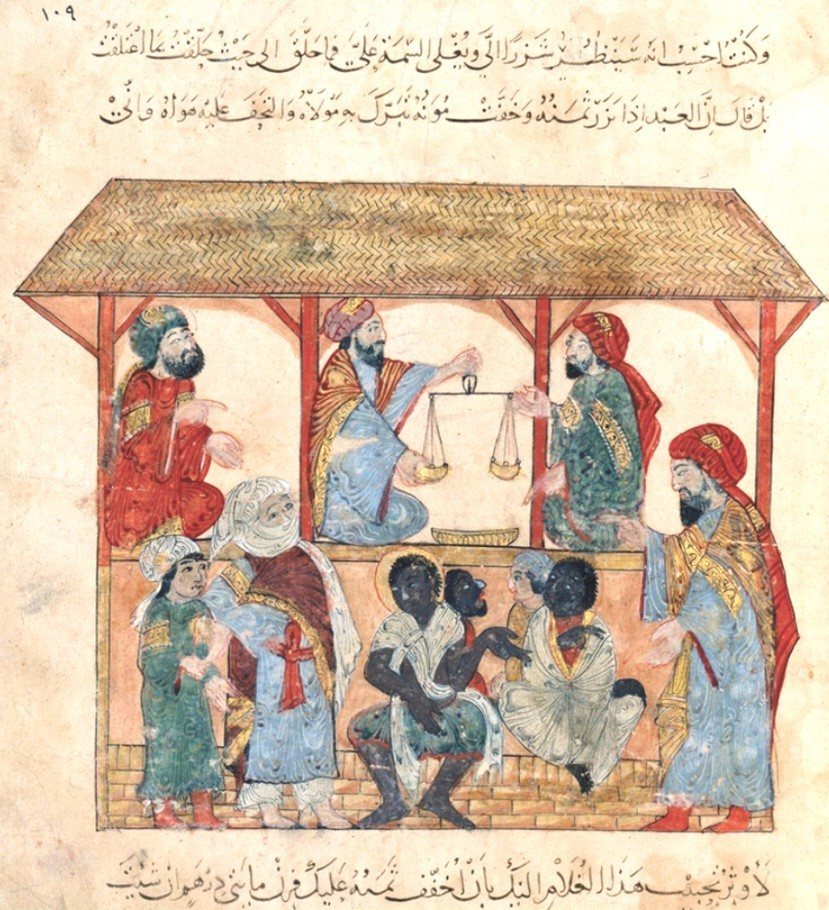
برده‌های زدیب یمنی پاریس

برده‌داری در جهان اسلام در ابتدا بازماندهٔ نهاد برده‌داری در عربستان پیش از اسلام بود و پس از آن، عرف برده‌داری، بسته به عوامل اجتماعی و سیاسی مختلف مانند تجارت عربی برده، به شکل‌های بسیار متفاوتی متحول شد. در این چارچوب، هر فرد غیرمسلمان را می‌شد به بردگی گرفت. رضایت برده برای برقراری رابطهٔ جنسی یا به ازدواج کسی درآمدن لازم نبود و اهمیتی نداشت. ادبیات مسلمانان و اسناد تاریخی قرون وسطی نشان می‌دهد که در بازار برده‌فروشی، میان زنانِ برده‌ای که عمدتاً برای مقاصد جنسی مورد استفاده قرار می‌گرفتند و آنهایی که بیشتر برای انجام امور منزل به کار گرفته می‌شدند، تمایز وجود داشته‌است.
منابع نشان می‌دهند که بردگی جنسی زنان، به‌عنوان حقی برای مردان و نیز برای طرف پیروز جنگ شمرده می‌شده‌است. فرمانده نظامی مسلمانان اجازه دارد بین آزادکردن بی‌قیدوشرط، گرفتن خون‌بها یا به بردگی گرفتن اسرای جنگی، دست به انتخاب بزند. در طول تاریخ اسلام، بردگان در نقش‌های اجتماعی و اقتصادی مختلفی قرار گرفته‌اند، از امرای قدرتمند گرفته تا کارگری تحت ستم. در اوایل تاریخ اسلام، بردگان در مزارع کشاورزی به کارگری گرفته می‌شدند و شرایطی شبیه به بردگان ایالات متحده آمریکا داشتند، اما برخورد خشن و ظالمانهٔ اربابان منجر به قیام‌های ویرانگر بردگان می‌شد (مانند شورش صاحب‌الزنج) و پس از مدتی این رسم از میان رفت. بردگان به‌طور گسترده در آبیاری زمین‌ها، معدن‌کاری و پرورش حیوانات به کار گرفته می‌شدند اما بیش از همه از آنها به عنوان سرباز، نگهبان، کارگر منزل و همخوابه استفاده می‌شد. بسیاری از حاکمان چنان بر بردگان خود در مقام سربازان و امرای ارتش و صاحبان مناصب اداری متکی بودند که برخی بردگان می‌توانستند به قدرت برسند. پژوهشگران تخمین حدودی زده‌اند که تعداد فقط یک گروه از بردگان، یعنی بردگان سیاهپوست در دوازده کشور جهان اسلام، ۱۱/۵ میلیون تا ۱۴ میلیون بوده‌است، اما برخی تخمین‌های دیگر رقمی بین ۱۲ تا ۱۵ میلیون برده آفریقایی را برای دوره پیش از قرن بیستم مطرح کرده‌اند.
آزادسازی بردگان مسلمان به عنوان کفارهٔ گناهان در اسلام تشویق شده‌است. بسیاری از نخستین گروندگان به اسلام، مانند بلال حبشی، پیش از آن برده بودند. در مقام نظر، برده‌داری در اسلام توجهی به نژاد یا رنگ پوست ندارد اگرچه در عمل همیشه این گونه نبوده‌است. بسیاری از بردگان از خارج از جهان اسلام وارد می‌شدند.
تجارت عربی برده بیش از همه غرب آسیا، شمال آفریقا و جنوب شرق آفریقا رواج داشت. عثمانی‌ها در تجارت برده از منابع انسانی شرق و مرکز اروپا و قفقاز استفاده می‌کردند. تاجران بردگان بربر به سواحل مدیترانه در اروپا حمله‌ور شده و حتی به خاک جزایر بریتانیا و ایسلند رسیدند.
در اوایل قرن بیستم (پس از جنگ جهانی اول)، مقامات دولتی به‌تدریج دست به سرکوب و غیرقانونی‌کردن برده‌داری در سرزمین‌های مسلمان زدند که دلیل عمده آن، فشارهای وارده از جانب کشورهای غربی مانند بریتانیا و فرانسه بود. در امپراتوری عثمانی، برده‌داری در سال ۱۹۲۴ لغو شد یعنی هنگامی که قانون اساسی جدید، حرمسرای پادشاهی را منحل و آخرین همخوابگان و خواجگان را شهروندان آزاد جمهوری جدید اعلام کرد. برده‌داری در ایران در سال ۱۹۲۹ لغو شد. موریتانی آخرین کشوری بود که برده‌داری را در سال ۱۹۰۵، سپس ۱۹۸۱ و مجدداً در ۲۰۰۷ لغو کرد. عمان برده‌داری را در سال ۱۹۷۰ برچید و عربستان سعودی و یمن، در سال ۱۹۶۲ و تحت فشار بریتانیا، دست به لغو برده‌داری زدند. با وجود این، برده‌داری با استناد به اسلام در حال حاضر در برخی کشورهای عمدتاً مسلمان‌نشین در منطقهٔ ساحل صحرا ثبت شده‌است.

## برده داری در عربستان پیش از اسلام
برده داری به‌طور گسترده در عربستان پیش از اسلام، و همچنین در بقیه دنیای باستان و قرون وسطای آغازین رواج داشت.